# Карабинные узлы
Караби́нные узлы́ — сочетание альпинистской верёвки с карабином. Позволяет применить узлы в новом качестве и улучшить свойства. Например, затянутый узел на карабине распускать легче, если выщелкнуть карабин, чем затянутый на самом себе узел. Карабинные узлы можно поделить на схватывающие, удавки, тормозящие.

## Карабинные схватывающие узлы
- Карабинный узел — для транспортировки пострадавшего при спасательных работах
- Узел Бахмана — для полиспаста
- Автоблок — для самостраховки
- Клемхайст — для самостраховки
- Полусхватывающий узел — для временного позиционирования на станции
- Тандем прусик — для страховки при спасательных работах

## Карабинные удавки
- Карабинная удавка — для навесной переправы
- Польский узел — для страховки

## Карабинные тормозящие узлы
- Узел UIAA — для динамической страховки
- Узел двойной UIAA — для спуска тяжестей
- Узел Мунтера мула — для организации плавающих точек крепления
- Стремя — для самостраховки
- Узел Гарда — для полиспаста
- Карабинный тормоз — для спасательных работ
- Мини-полиспаст — для подъёма груза или снятия нагрузки с верёвки при спасательных работах
- Радиум — для спуска груза при спасательных работах